# Serpoukhov
Serpoukhov (en russe : Серпухов) est une ville de l'oblast de Moscou, en Russie. Sa population s'élevait à 127 125 habitants en 2014.

## Géographie
Serpoukhov est située au confluent de la rivière Nara et de l'Oka, à 99 km au sud de Moscou.

## Histoire

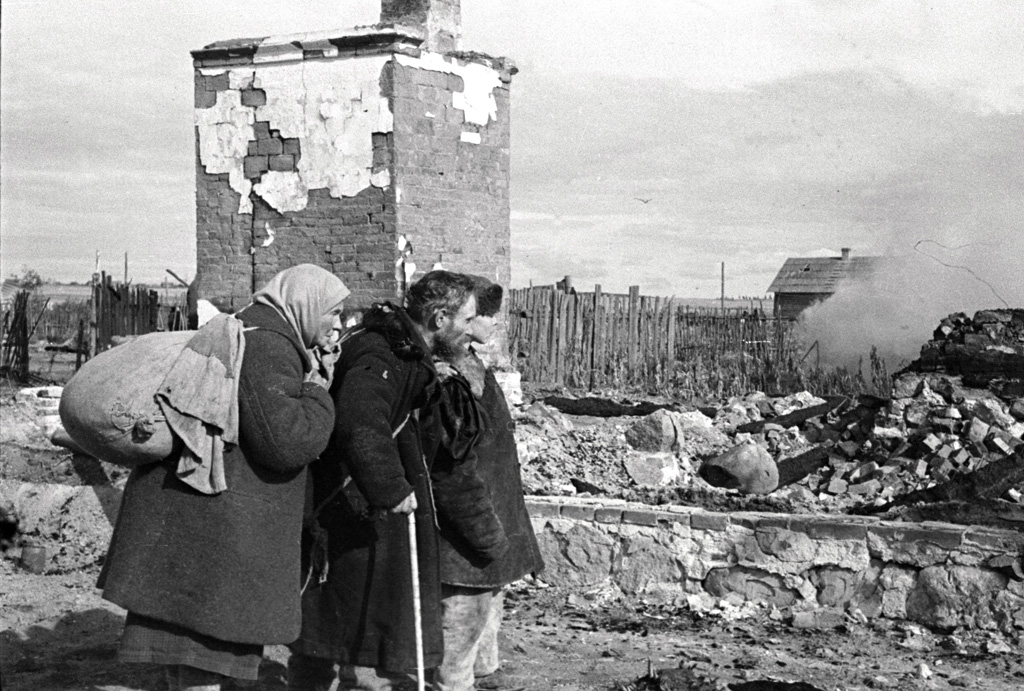
Serpoukhov, 1941
Photo Leonid Dorenskiy

La ville existe depuis le XIVe siècle. À compter du XVIe siècle elle fait partie de la ligne de défense de la Moscovie contre les incursions des Tatars (construction d'un kremlin en pierre en 1556). Par la suite la ville profite de l'expansion de l'Empire russe et devient un centre commercial et religieux important. Les industries textiles se développent au XIXe siècle. Durant l'ère soviétique, l'industrie se développe : construction de meubles, fabrication de vêtements et de machines.
Le kremlin comporte plusieurs monuments religieux importants dont la cathédrale de la Trinité construite en 1696 dans le style baroque moscovite.

## Culture
Le Musée d'art et d'histoire de Serpoukhov, ouvert en 1920, est le musée d'art le plus important des environs de Moscou

## Population
Recensements (*) ou estimations de la population
| 1856   | 1897*  | 1926*  | 1939*  | 1959*   | 1970*   |
| ------ | ------ | ------ | ------ | ------- | ------- |
| 15 380 | 30 571 | 56 501 | 90 727 | 106 387 | 124 293 |

| 1979*   | 1989*   | 2002*   | 2010*   | 2013    | 2014    |
| ------- | ------- | ------- | ------- | ------- | ------- |
| 139 717 | 143 618 | 131 097 | 127 041 | 126 845 | 127 125 |

## Transports
Serpoukhov est située le long de la route M2 qui va de Moscou à Kharkov en Ukraine, ainsi que sur la route A-108, périphérique extérieur de Moscou.

## Personnalités
Sont nés à Serpoukhov :
- Stanisław Leśniewski (1886-1939), logicien et philosophe polonais
- Victoria Lomasko (1978-), artiste graphique russe
- Oleg Menchikov (1960–), acteur russe
- Gieorgij Sofronow, général soviétique durant la Seconde Guerre mondiale
- François Xavier Schoellkopf (1870-1911), architecte en France

### Jumelages
- Bobigny (France)
- Lindau (Allemagne)
- Ivano-Frankivsk (Ukraine)
- Richmond (États-Unis)
- Sloutsk (Biélorussie)
- Ceadîr-Lunga (Moldavie)
- Forssa (Finlande)
- Zhanjiang (Chine)
- Danilovgrad (Monténégro)
- Potsdam (Allemagne)